# Don’t Fear the Roofer
«Don’t Fear The Roofer» (с англ. — «Не бойтесь кровельщика») — шестнадцатая серия шестнадцатого сезона мультсериала «Симпсоны», вышла в эфир 1 мая 2005 года.

## Сюжет
У Гомера ужасный день, у него происходит сильная ссора с семьёй. Из-за того, что Гомер не починил крышу, хомяк Лизы простужен, угощение Барта для отличников испорчено, а медведь Мэгги теперь как мочалка. Убегая из дома в поисках утешения, он отправляется к Мо, но и там Гомера не принимают, из-за того, что он испортил сюрприз Ленни и разрушил торт в виде табурета Карла. Сгущая краски одиночества, он едет в бар на 98 шоссе, и в очередной раз у Гомера конфликт, потому что он засмотрелся на грудь официантки, тем самым её оскорбив и получив пощёчину. У Гомера начинается депрессия, так как, по его мнению, он никому не нужен… Но вдруг он встречает кровельщика по имени Рэй. Поедая начос и говоря о своём, они находят общий язык и вскоре становятся друзьями. Но Мардж недовольна тем, что Гомер до сих пор не починил крышу.
Пока Мардж с детьми уезжает, Рэй чинит крышу с Гомером, но Рэй уходит рано. Причина этому — его сын, который что-то начудил в школе. Проваливаясь в дырку, Гомер засыпает до вечера… Мардж в ярости! Ведь Гомер так и не починил крышу, и вместо этого он ещё сделал дырку больше. Пытаясь объясниться, Гомер говорит, что днём Рэй был, но Мардж не поверит, пока его не увидит.
На следующий день Гомер с Бартом едут в строительный магазин и там встречают Рэя, который пообещал, что заедет в дом Симпсонов и починит крышу. Но Гомер, просидев до самой ночи, так и не дождался Рэя. Мардж делает намёк, что Рэй — его воображаемый друг, который сидит в подсознании. Но Гомер это отрицает.
Мардж решает сдать Гомера в психбольницу, и проснувшись, Гомер замечает, что он привязан к кровати. Доктор Хибберт объясняет Гомеру, что он здесь из-за того, что Гомер вообразил себе несуществующего друга — Рэя Маджини, потому что никто его не видел: ни Фландерс, ни Барт, ни бармен. Доктор Хибберт угрожает Гомеру, что он ничего не сделает. Получив плевок в лицо, Хибберт бьёт Гомера колотушкой по голове и уговаривает Мардж отказаться от претензий. Гомер пытается выкрутиться и признаёт, что был не прав. Но вдруг он видит Рэя. Видя, что ситуация не из простых, он берётся за дело, и так же начинаются издевательства над беззащитным Гомером со стороны Джулиуса. Шесть недель спустя Гомер избавился от воображения. Но тут приходит Рэй, посчитав за воображение, Гомер бьёт его стулом. Все видят Рэя и выясняются причины почему его никто не видел. Нед не видел Рэя из-за дымохода, Бармен не видел из-за повязки на глазу. Но почему же Барт не видел? Стивен Хокинг объясняет, что он выявил пространственно-временные чёрные дыры, которые в сочетании с частичками металла отразили свет так, что Барт не увидел Рэя. Всё объясняется, кроме вопроса — Почему Рэй так и не приходил? На что Рэй говорит, что он же подрядчик.
Тем временем, пока Гомер чинит крышу, Мардж навещает дедулю и решает оставить Маленького помощника Санты, так как видит, что старики беспомощны. На следующий день Мардж принимает решение забрать его обратно, потому что Маленький Помощник Санты стал одним из них.
Всё заканчивается тем, что доктор Хибберт чинит крышу Гомера(пока Рэй и Гомер разговаривают об "Все любят Рэймонда"), в качестве платы за то, что он так издевался над беднягой, пока он был еще в психушке. Жизнь как бы мстит Хибберту за его несправедливое отношение к пациенту.

## Список серий
Хоть в начале эпизода и появляется вывеска — 350-й эпизод, чел! На самом деле, этот эпизод считается 351-м(ведь по весомым причинам, он и стал этим эпизодом). 350-м является эпизод «Future-Drama».

## Интересные факты
- То, что сказал Доктор Хибберт — ложь. Робин Гуд существовал, но покрывалось тайной. Ведь Робин Гуд являлся благородным разбойником, но некоторые не принимали разбойника, каким бы добрым он ни был, и некоторые города и страны сторонились. Один из городов являлся Спрингфилд. От чего Хибберт сказал ему, что "появились другие версии книг историй (из других стран, которые сторонились легенд Робин Гуда) и Робин Гуд вымысел". Но Гомер не мог ничего возразить, чтобы вернуть городу хорошую легенду о Робин Гуде, ведь тогда бы прожил в психиатрической лечебнице больше 6 месяцев, а не 6 недель.

## Культурные отсылки
Название пародирует песню «(Don't Fear) The Reaper», написанную Blue Öyster Cult.